# 原住民族電視台
原住民族電視台（英語：Taiwan Indigenous Television，縮寫為），簡稱原視，通稱原民臺，是臺灣第一個、並為唯一全天候以臺灣原住民族為主題的電視頻道，也是第六家無線電視台，字幕則使用翻譯成華語的中文書面語。現位於中國電視大廈，於2014年脫離台灣公廣集團，由財團法人原住民族文化事業基金會擁有。2016年8月1日起正式於無線數位頻道以HD訊號播出至今。
2014年1月起，原住民族電視台改為全日24小時播出。

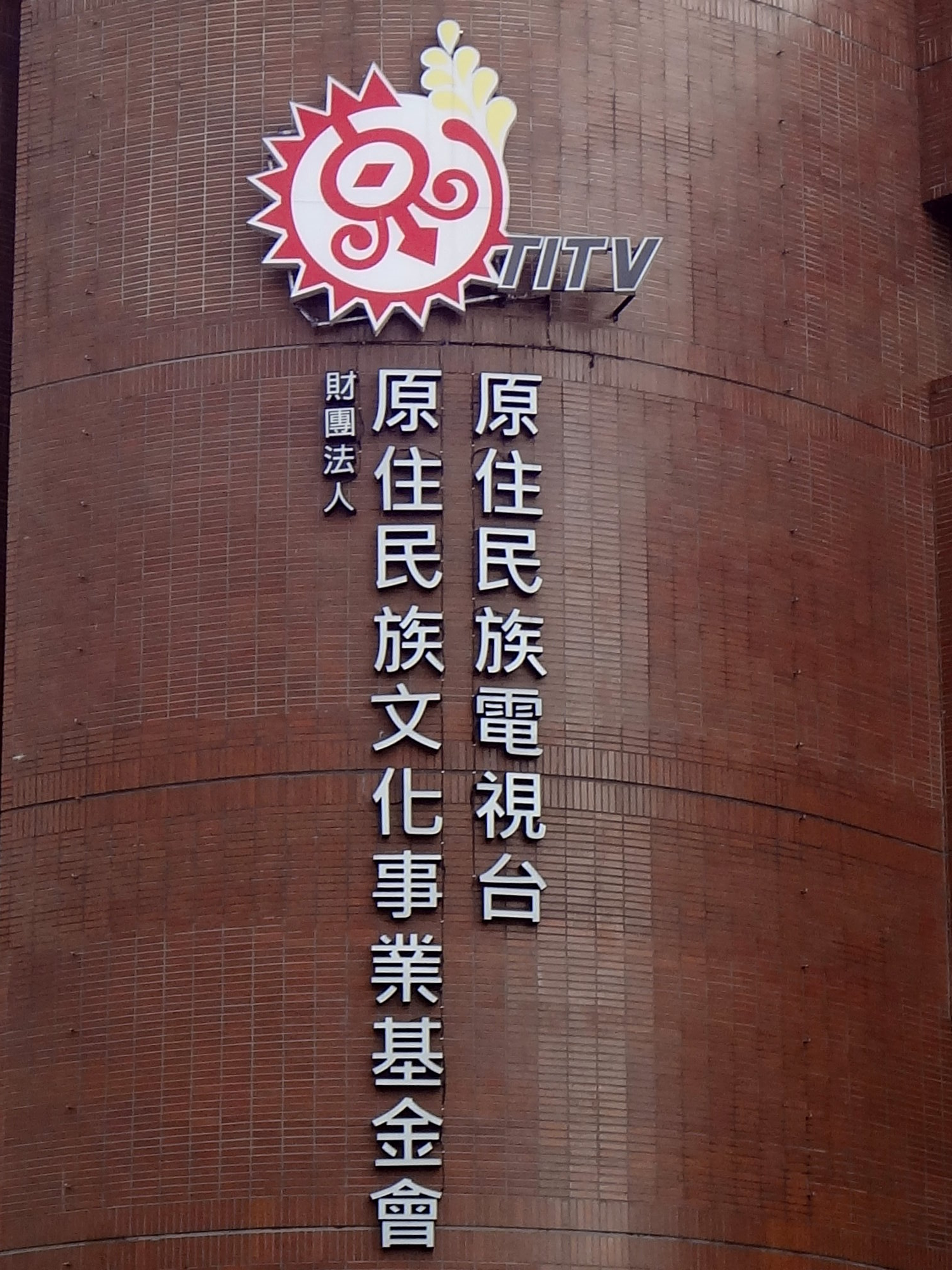
原住民族電視臺第二代logo招牌

## 歷史
2004年12月1日，原住民族委員會（原民會）委託臺灣電視公司（臺視）籌備創設原住民電視臺（Indigenous Television；iTV），簡稱「原民臺」，由臺視文化公司代為經營；臺視播控中心將原民臺節目傳送至「無線電視臺共星共碟」上試播，與臺視家庭臺併頻。2005年4月1日，臺視開始支援原民臺新聞採訪及製播事宜。
2005年7月1日，原民台正式成立並在有線電視頻道開播，臺視承攬原民臺播映作業，同時原民臺官方網站成立（www.ch16.com.tw）。原民臺第一代英文標準字中「TV」字型即是從臺視的第一代企業識別標誌來的。
同年8月23日起，原民台改由東森電視代為經營（至2006年12月31日止）。8月30日，行政院衛星電視審議委員會審議通過東森電視經營原民台案。
11月22日，臺灣媒體觀察教育基金會召開記者會，批評：
㈠原住民電視台新聞的單元〈部落廣場〉邀請縣市長候選人在兩分鐘內發表原住民政策，但未能促成各政黨政策辯論，反而淪為各自表述，無法凸顯原住民的觀點與需求，喪失了族群頻道主體性。
㈡2005年11月9日10點整至12點整，原住民電視台全程SNG轉播行政院院長謝長廷「溫暖部落 贈液晶螢幕」活動；之後，並將謝長廷數次拜訪原住民部落的行程剪輯成一小時的〈謝院長關懷原鄉系列報導〉，多次重播，儼然已成為政令宣導與公關頻道；另外，該系列報導只提到「送液晶電視」，卻忽略了很多部落都接收不到原住民電視臺節目訊號，有為特定政黨造勢之嫌。
㈢2005年11月13日15點30分至20點30分，原住民電視台連續轉播兩場民主進步黨籍縣長及原住民縣議員候選人造勢活動，亦有為特定政黨造勢之嫌。
㈣從《原住民族教育法》第29條、《廣播電視法》第5條、《公職人員選舉罷免法》第50條來看，原住民電視臺不僅本身缺乏法源基礎，上列行為更涉嫌違法助選。
同日，原住民電視台台長希·瑪拉歐斯辯稱，謝長廷下鄉是為了宣示「幼教向下延伸」政策，為了顧及部落族人的知的權利，原住民電視臺有必要向族人介紹該政策的內涵，更何況謝長廷是「全民的行政院長」而不是「任何政黨的行政院長」。
次日，臺灣原住民紀錄片工作者馬躍·比吼與臺灣原住民電臺節目主持人舞賽·古拉斯批評：「原民臺已淪為政黨的傳聲筒，甚至成為原民會的政治公關工具，令人痛心。......原民臺今天不僅重蹈威權時代『政黨壟斷媒體』覆轍，更因將原民臺當成政治公關玩弄，踐踏自己族人的尊嚴，是原住民族人所不能忍。」
11月24日，媒體改造學社召集人魏玓批評：「從一開始，民進黨政府就從未真心想要建立一個真正屬於原住民、能夠保障原住民傳播權益的原民臺。原民臺（另外有類似狀況的還包括客家電視臺）『該以什麼體系運作』、『主要任務是什麼』（是保存原民文化、成為原住民發言平臺，還是非原住民認識原住民的管道？）、『經費如何穩定供給』、『專業人才如何培育』等等重大議題，都從未被公開討論和充分準備。政府一個命令，撥一筆錢（一年3億上下，對電視臺運作，是如此的少；但是對已經短缺的原住民事務預算來說，又是如此之多），原民臺就誕生了。如此『短視』的設計，浮現出來的，正是討好特定族群選民，以及可供利用為政治宣傳之管道等『近利』。」
2006年3月23日，原民會在立法院內政及民族委員會報告時，泛藍及泛綠立法委員都批評原住民電視台節目品質不佳。中國國民黨立委吳育昇批評，原住民電視臺不僅在2005年中華民國地方公職人員選舉時替特定候選人助選（如上所述），播放的原住民形象廣告也缺乏主體性，節目更是舊片重播、甚至播出摔角節目，東森電視卻能二度標得原住民電視臺經營權。民進黨平地原住民立委陳瑩與國民黨山地原住民立委孔文吉也表示，原住民電視台品質下降，主因在「臺長是否盡責」。
10月19日，臺灣媒體觀察教育基金會董事長管中祥批評：「原民台成立不到兩年(2005年~2007年)就已招致許多的批評，主要原因是為過去的制度預留了太多政商勢力介入的空間，也使得原民臺淪為特定政黨與政治人物的公關電視，甚至是商業電視覬覦的肥羊；不但原民文化遭到扭曲，更失去族群頻道的主體性。」

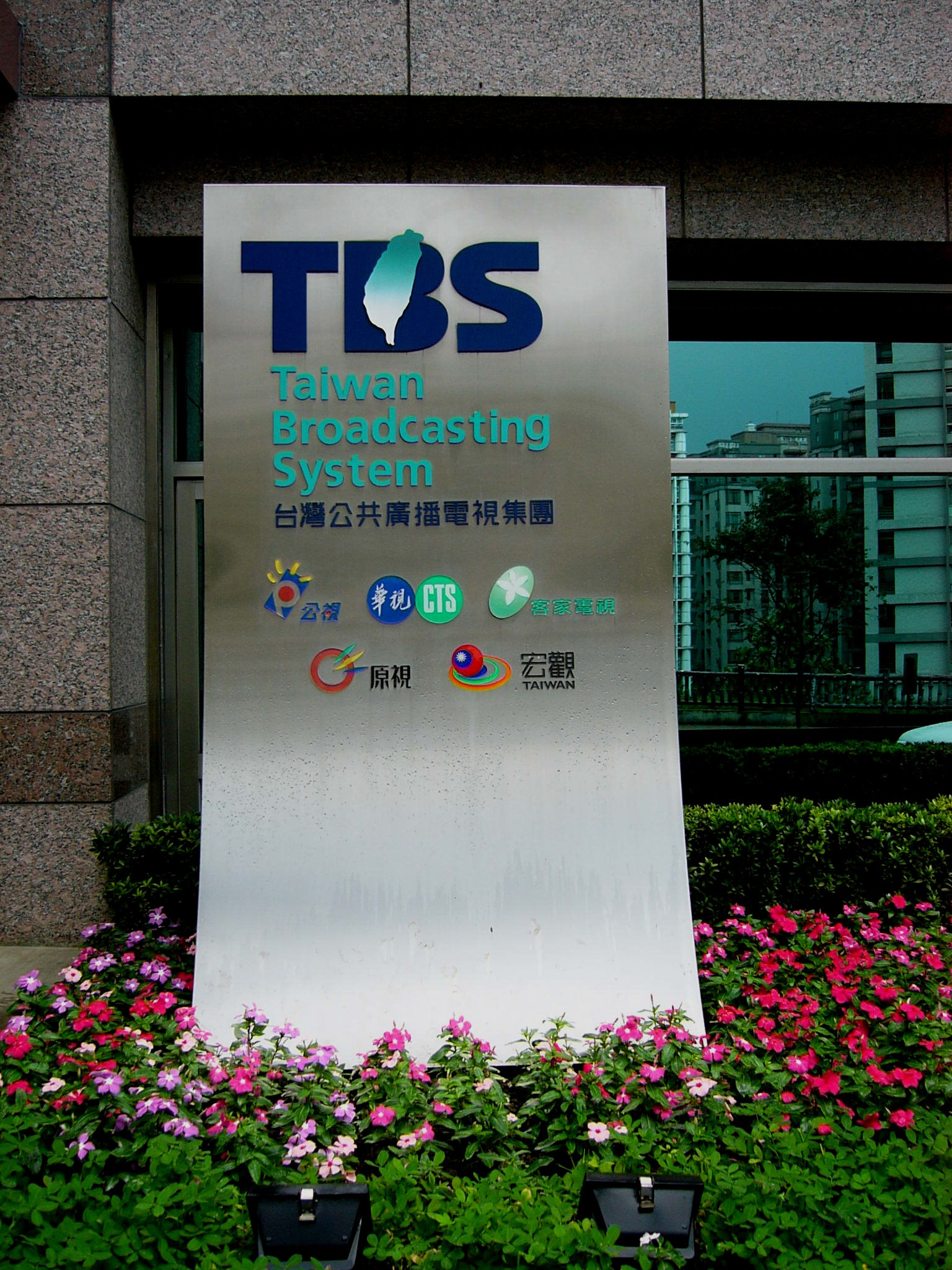
2006年到2013年，原視曾為臺灣公共廣播電視集團成員。圖為公視基金會A棟大樓大門右側的臺灣公共廣播電視集團標示牌，左下角為原住民族電視臺第一代logo。

2007年1月1日，原民台改名為「原住民族電視台」，正式加入臺灣公共廣播電視集團，轉型成非商業性的原住民族公共媒體平臺，總部搬入公共電視文化事業基金會（公視基金會），網站域名也改為「www.titv.org.tw」。
同年12月25日，臺灣玉山網路電視臺創辦人魚夫在《自由時報》的〈自由廣場〉發文批評，原住民族電視臺影音網站於本月22日「偷偷撤下」國民黨2008年中華民國總統選舉候選人馬英九於本月15日對臺北縣新店市溪洲部落原住民說的爭議言論「我把你當人看，我把你當市民看，要好好地把你教育，要好好提供機會給你」；魚夫批評，原住民族電視臺此舉形同為馬英九助選，箝制言論自由，「親手摀住原住民的嘴巴」。
次日，原住民族電視臺發布聲明稿澄清：「本臺依據公廣集團網站平臺整體規劃，建置網路影音播放服務，提供前一週之節目內容供觀眾於線上收看。本臺網站（www.titv.org.tw）影音中心節目播送方式採電腦系統自動設定、自動更新，並無人為操作機制。而〈自由廣場〉中〈原民臺搞什麼鬼〉一文所指具爭議之新聞報導為本臺《原住民新聞雜誌》節目〈河岸人民〉專題，其內容探討原住民於新店市溪洲部落之拆遷問題，專題報導中有關總統參選人馬英九先生於溪洲部落發表之相關言論與畫面，僅為該專題中客觀報導之一個片段。惟該集已於12月15日（六）晚間於原視完整播出，並於12月16日重播。依據電腦設定模式，該集內容於12月16日00：00起（經電腦系統自動更新）可在影音中心藉由點選供網友觀賞，至12月22日24：00則自動更新為下一集節目內容，並無魚夫先生所指『當天稍後原民臺立即將該影片偷偷撤下』之情事。」
2008年10月，原住民族電視台東部製播中心於國立臺灣史前文化博物館開幕，原住民族電視台與國立臺灣史前文化博物館簽訂合作協議。
2010年4月1日臺灣時間中午起，由於中華電信MOD調整頻道區塊及編號，原住民族電視台的中華電信MOD頻道號碼從第16頻道改為第4頻道。
同年8月25日，Hohaiyan廣播電臺總經理尤命·蘇樣接受新頭殼網路影音節目《原民向前衝》訪問時表示，原住民族電視臺隸屬在公廣集團中的意義不大、但限制很多，因為公視基金會董事們主導原住民族電視臺、但「他們無法以原住民的觀點來做節目」，所以會讓原住民族電視臺的原住民在節目製作上施展不開；他主張將原住民族電視臺交給原民會撥款建立的原住民族文化事業基金會（原文會）管理，這樣應該更單純、也更了解原住民相關文化與傳統。
2011年11月，中國國民黨原住民立法委員孔文吉與簡東明以原住民族電視台本年10月份所播記錄臺灣原住民族正名運動與還我土地運動的紀錄片《原運》認為不利國民黨總統選情，凍結原住民族電視臺預算新臺幣2千萬元，並要求提出《原運》之專案報告說明才能解套。民間團體認為，立法院以箝制預算的方式掌控媒體營運、剝奪媒體自主的權利，十分荒謬，醞釀要在網路上發起連署要求立法院解凍預算。國立東華大學族群關係與文化學系副教授兼臺灣原社副社長謝若蘭投書《臺灣蘋果日報》痛批，2位立委「血液中只有黨魂，腦袋裡沒有歷史觀」、「讓我們再次清楚看到為了官位只懂得捍衛政黨原住民立委嘴臉，除了尊嚴與驕傲全然喪盡，我們相信他們將會是被祖靈拒絕的子民。」
2012年7月2日，原住民族電視台的午間新聞、晚間新聞更換新的片頭和版面。
2013年6月，公視基金會向國家通訊傳播委員會（通傳會）提出申請，表明2014年起不再經營管理原住民族電視台。

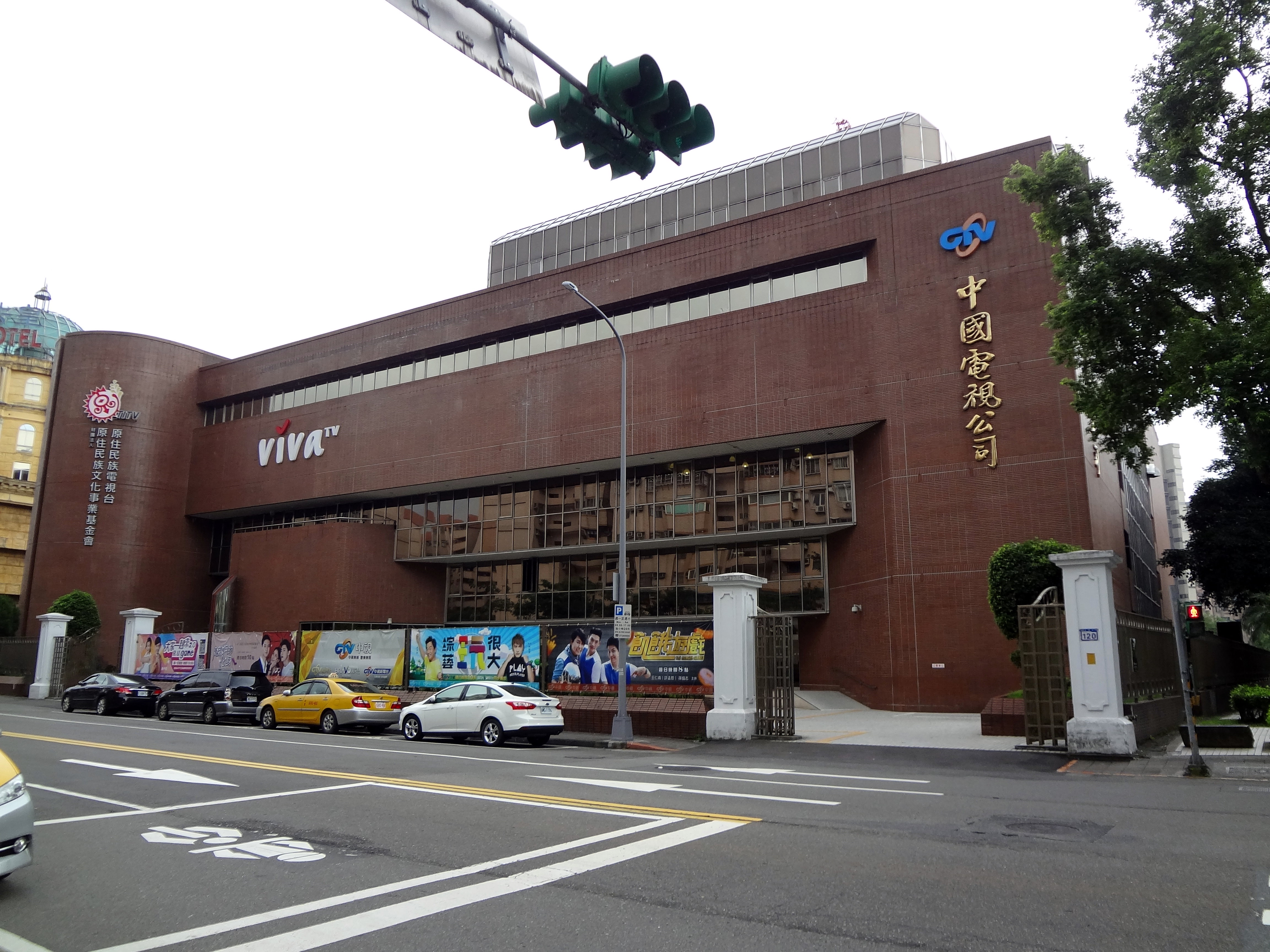
原文會與原住民族電視臺進駐中國電視大廈

2014年1月1日，原住民族電視台改由原文會自主營運，馬躍·比吼接任臺長，同時退出臺灣公共廣播電視集團，但下午部份時段仍會播出公視基金會的節目，目前臺址也搬到臺北市南港區中國電視大廈。《為了功夫闖天下》為原視最後一個和臺灣公廣集團成員臺聯合製作的節目。
同年1月17日，原文會與原住民族電視台在中國電視大廈舉辦「2014原住民族電視臺自主營運記者會」，原民會主任委員林江義、立法委員孔文吉、立法委員簡東明、立法委員鄭天財、立法委員廖國棟之妻陳姿伶與原文會董事長周惠民共同剪綵揭牌。
同年9月26日，馬躍·比吼發表聲明，由於對原住民族電視台的基本定位與制度設計有疑慮，期待這些疑慮獲得更多討論等緣故，辭任原住民族電視臺臺長；同日，原文會董事會決議，原文會執行長拉娃谷幸代理原住民族電視臺臺長。
2015年4月8日，原住民族電視台與udn tv簽署合作協議，雙方無償提供新聞內容。
同年9月3日，原住民族電視台舉行原視十周年研討會，並與紐西蘭毛利電視台簽署合作備忘錄；同日，原文會董事暨國立政治大學廣播電視學系助理教授王亞維說，原住民族電視臺於2005年倉促設臺，「預算撥付的設計給予政府機構介入媒體經營的空間，包括行政上的指導與當權者好惡給予的影響」，所幸原文會董事會在原住民族電視臺自主營運上已完成階段性任務，「毛利台經營順利是因為有完善法律保障，臺灣原視應該朝這方面走」。
2016年5月24日，立法院會議三讀通過《財團法人原住民族文化事業基金會設置條例》修正條文，第4條排除《公共電視法》第7條第2項「電波頻率不得租賃、借貸或轉讓」的限制，允許原住民族電視台透過公視基金會電波頻率播送節目，保障偏鄉收視權益不受同年10月8日中新二號衛星終止服務影響。但為此原住民族電視台每年需付出新台幣9000萬元給公視基金會與中華電信。
同年7月6日到31日，原住民族電視台獲得公視基金會租借頻道試播無線數位電視節目，和公視主頻、客家電視台並列第四個主頻道升級為高畫質訊號的電視台。
同年7月28日，原住民族電視台舉行無線數位電視頻道開播儀式；8月1日開播。，在無線數位電視第30頻道播出。
2017年3月13日，國立東華大學教授施正鋒在原住民族轉型正義小教室記者會中批評，國民黨與民進黨對待原住民的方式是「國民黨用收買的，民進黨是用打壓的」，許多平面媒體與原住民族電視台被當作民進黨文宣機構。
2018年7月13日，原住民族文化事業基金會企業工會前往行政院新莊聯合辦公大樓，抗議原住民族電視台與原住民族廣播電台「假承攬、真雇用」72名承攬人員，呼籲原民會介入終結假承攬、將承攬人員全數納編正職。
同年8月12日，管中祥表示，原住民族電視台隸屬原文會，但兩者在任務宗旨上有其差異與矛盾：「原文會要做教育文化藝術推廣，有非常強的『對外宣傳』使命。另外一部分，媒體角色要獨立自主；但有了這個使命，很難獨立自主，又遑論要反過頭來監督上級——給你錢的單位。」
2021年5月1日，原住民族電視台的商標改為動態呈現，更改商標的英文標準字；當天起停止於各節新聞（午間新聞、晚間新聞、族語新聞）開始前播出節目預告（節目開始前的10秒短片）。

## 臺慶歌曲
2008年7月（三週年）
- 歌曲：True Fun（出發）
- 語言：國語

## 播放節目

### 族語競賽節目
- 《Kai試英雄》：跳脫族語教學現場框架，用競賽方式聽、說、讀、寫族語，除了爭取榮譽之外，也讓觀眾對書寫符號的學習有更多正確的認識，增進族人們互相說族語的推動力量。

本季“kai試英雄”共製作42到44集，強力宣傳下，總計有55支隊伍報名，共計110人參加比賽，當中特別的是，來比賽的年齡層相當廣，最小5歲，最年長的有70歲，不但有家族組隊，同學、同事一起挑戰，更多的是師生組合，誰將是106年的“kai試英雄”，請用力鎖定每週四、週五的《kai試英雄》。首播時間：8月3日起每週四、五晚間8點播出。

### 新聞節目
- 《族語新聞》：臺灣原住民語新聞節目，混合使用各種臺灣原住民語言。
- 原視午間新聞
- 原視晚間新聞
- 《部落大小聲[38]》：臺灣原住民論壇節目，前身為已停播的《部落面對面》。2009年4月2日《原地發聲》開播[39]，最初為週四、週五20:00~21:00播出，2010年1月30日（第92集）起改為週六19:30播出[40]。每週設定與原住民族相關的公共議題，邀請觀眾參與討論，2014年1月4日起節目名稱改為《部落大小聲》。
- 《LiMA新聞世界[41]》：「LiMA」是南島語族的共同詞彙，也是數字「五」的意思。「LiMA新聞世界」以原住民主體出發的深度電視新聞專題節目，固定每週五在原住民族電視臺播映，追蹤報導原住民族關切的公共議題，關心當代原住民族的社會文化現象，掌握原住民社會的脈動，勾勒未來原住民族社會發展的願景，提供政府決策和社會討論的關鍵觀點。
- 《海岸之聲[42]》：提供花蓮縣、屏東縣、臺東縣族人一個溝通及共同討論公共議題的平臺，涵蓋經濟、觀光、文創產業、人文、教育、衛生醫療、部落老人結構等。
- 《Mata!看天下[43]》：2014年3月2日起於每周日晚間9點播出每周一集之國際新聞報導節目。「Mata」為阿美族等各族語「眼睛」之意，也與太平洋其他島民所講的族語雷同。本節目將報導與全球原住民族相關的新聞，期盼打開民眾的視野，以不同的觀點看世界。
- 《青年Tupa （页面存档备份，存于）[44]》：為原視新聞部唯一針對青年族群所製播的節目，節目目標為「行動青年，青年行動」。節目形式為棚內訪談，也推出校園論壇、外景論壇等棚外互動式論壇，提供原住民族青年關心和重視的議題討論。播出時間採雙週四晚間十點播出一小時，並配合青年Tupa （页面存档备份，存于）臉書專頁進行直播與觀眾和來賓互動。青年Tupa （页面存档备份，存于）臉書專頁也是該節目重要的交流平台，提供青年活動訊息，以及相關國內外原住民族青年行動議題新聞，並有網路原生內容的《青年TuPa雙周報[45]》、《我要tupa[46]》以及節目精選回顧剪輯《Tupa說吧[47]》。青年Tupa （页面存档备份，存于）在2016年及2017年台灣媒體觀察教育基金會的「國人自製兒童及少年優質節目」獲評四星等級，評審委員特別指出「節目可從原民台推廣出去，播出於原漢、台灣所有族群的平台上，讓更多兒少年輕人看到，增進下一代的彼此瞭解」，並為2017年原視綜合類唯一受到推薦的節目[48]。青年Tupa於2017年12月21日播出第57集「2017回顧與展望 青年心中的十大新聞事件」後，無預警遭到停播。

### 生活節目
- 《旅人廚房[49]》：由加拿大知名環保音樂家馬修·連恩主持，帶大家到各部落吃當地的原住民料理，體驗當地的生活，並讓我們更加了解美食與受訪者背後的故事。
- 《一起回家吧![50]》：透過族人帶非族人到自己的部落去體驗原住民傳統的生活方式與態度。( 第一集：蕭青陽；第二集：張芸京；第三集：傅薇；第四集：徐詣帆 / 小蝦；第五集：袁珮瑩；第六集：Matzka / Janet；第七集[51]：范逸臣 / 魏德聖；第八集[52]：王宏恩 / 黑人)

### 資訊節目
- 《Ina的廚房》：全球首部臺灣原住民美食節目，由排灣族原住民歌手民雄主持。「Ina」（伊娜），在阿美族、排灣族、卑南族為「媽媽」之意。布農族稱tina（迪娜）。
- 《看見原視界》（英語：TITV Weekly）：全球第一個以英語報導臺灣原住民與全球原住民動態的新聞雜誌節目。
- 《飛鼠與白狼》：魯凱族出身的臺灣男歌星沈文程製作及主演的情境喜劇，是全球第一部臺灣原住民情境喜劇，主要場景是一個虛構的度假村「飛鼠文化度假村」。
- 《我愛你 怎麼辦》：全球第一個臺灣原住民電視交友節目。
- 《部落面對面》：專門討論臺灣原住民公共議題的現場call-in節目，原由公視基金會製播，2007年1月1日起改由原住民族電視臺製播。節目口號是：「原住民的事，是大家的事。《部落面對面》，要您說您想說的話。」、「原住民的事，是大家的事；大家來談原住民的事。」
- 《原視音雄榜》：全球第一個臺灣原住民選秀節目，由布農族原住民歌手王宏恩主持。
- 《沈哥!好久不見》：原視特別企劃製作的節目。（已播畢）

## 記者、主播群
| - Umas Suqluman 巫瑪斯‧索克洛曼 布農族 - Mulas Ismahasan 陳慧君 布農族 - zermazerman 蔣文倢 排灣族 - Siku Yaway 林瑋茜 泰雅族 - Nabu Istanda 孫俊憲 布農族 - Si Ranap 希苒娜 達悟族 - tjuku kalidi 高孟璟 排灣族 - Dredres Lra-akaroko 歐韶嫻 魯凱族 - Ciwas Yamai 蔣淮薇 泰雅族 - Buka Malingalin 陳文虎 - 季亞夫 陳文龍 - Ruyu - 日茉樂嫚 - Iwan Nawe - 馬紹·阿紀（曾一佳） - 瑪蓋丹·石卡達法度（石嘉量） - 巴魯·達禮雅露（許鋒生） - 阿力夫·達禮雅露（許倍馳） - Ava'e poiconʉ（浦正昌） | - 比恕伊·馬紹（陳桃霞） - 阿莉·曼格格 - 卡造 飛燕（章俊博） - 查勞·卡那斯（連建忠） | - 夫洛克（陳信有） - 舞不·石卡達法度 - 歐嗨·思娃娜 - 黃秋忠 | - 喀什 - 孫沛 - 歐飛影 - Miming Karaw（邱春珠） - Muni Kadrangian（慕妮·卡拉雲漾） - 里辛 - Imi. Mayaw | - 牯慕·瓦旦（戴美鳳） - Isuth•Balincinan 伊書兒·法琳基楠 - 倫敦·伊斯瑪哈善（陳樹山） - Sulryape Gadhu（蘇莉雅柏） - okay a ’ataw hayawan - Tasaw．Watan（達少．瓦旦） - Vagyatan （法葛雅旦） - Araytay paregi（阿萊岱） |

- saljeljeng tarutadalj（莎冷/古聖潔）
- 戈論·格達德班（莊瑋恩）
- Ali Nakaisulan（高雙雙）
- 日茉（蔣文捷）
- Tanivu Akuyayana（陳敏芳）
- Sai（田德昌）
- 巴浩（謝俊傑）
- 朗嘎魯（邱懷哲）
- Karo Sifu（鄭志堅）

## 國際合作
原住民族電視臺是世界原住民廣電聯盟成员之一，在全球各地的姊妹臺包括：
- 泰国：公共电视台
- 澳洲：全国原住民电视台（英语：National Indigenous Television）（特别广播服务公司旗下）
- 英国：英國廣播公司蘇格蘭蓋爾語頻道、威爾士第四台
- 爱尔兰：TG4
- 紐西蘭：毛利電視臺（英语：Māori Television）
- 加拿大：原住民族電視網（APTN）

## 歷年頻道口號
- 2007年：看見原視界
- 2008年：從部落出發
- 2009年：跟世界牽手
- 2010年：分享原世界
- 2011年：感動原世界
- 2012年：最好的朋友‧你
- 2013年：隨‧原
- 2014年：預備‧起
- 2015年：回家

## 外部連結
- 原住民族電視台（页面存档备份，存于）（繁體中文）
- 016 原住民族電視台 - 中華電信 MOD 網站 （页面存档备份，存于）（繁體中文）
- 原住民族電視台的Facebook專頁（繁體中文）
- YouTube上的原住民族電視台頻道（繁體中文）